# Izumo, Shimane
Izumo (出雲市 Izumo-shi) là một thành phố thuộc tỉnh Shimane, Nhật Bản.